# Hügelfelsen
Der Hügelfelsen (745 m ü. NN) ist eine Granit-Felsburg und ein geschütztes Naturdenkmal am Nordhang des Ochsenkopfes im Fichtelgebirge (Nordostbayern).

## Geologie
Beim Hügelfelsen treten besonders gut die matratzenartigen Verwitterungsformen des Granits hervor. Im unteren Bereich der Felsgruppe befindet sich eine große Granithöhle. Im südöstlichen Steinareal gibt es mehrere, Druidenschüsseln genannte, Verwitterungsmulden im Granit.
Der Hügelfels ist vom Bayerischen Landesamt für Umwelt als wertvolles Geotop (Geotop-Nummer: 472R003) ausgewiesen.

## Wanderweg
Vom Rathaus in Bischofsgrün führt ein markierter Wanderweg 1,5 Kilometer durch den Ort südlich in das Ochsenkopfgebiet mit dem Hinweisschild „Hügelfelsen“.

## Geschichte
Bereits im Jahr 1811 wurde der „Hügel an der nördlichen Niederung des Ochsenkopfes“ erwähnt, „wo die Natur ein sehenswerthes Felsengebäude mit verschiedenen schönen Höhlen und Grotten versehen aufgethürmt hat.“ Die oberste Plattform der Felsengruppe, die touristisch erschlossen ist, ist ein beliebter Aussichtspunkt, gesichert mit einem Eisengeländer, mit der Aussicht auf Bischofsgrün und zur Hohen Haide.